# Lyul
Lyul - etiopski tytuł honorowy przysługujący synom cesarskim, a także innym członkom domu panującego. Umieszczano go także przed wszystkimi ważniejszymi godnościami administracyjnymi i wojskowymi.
W hierarchii godności książęcych zajmował ostatnie miejsce, za negusem, meryd azmaczem i abieto.